# 大德寺 (京都市)
大德寺（だいとくじ）是位在日本京都府京都市北區的寺院，臨濟宗大德寺派大本山。山號「龍寶山」（りゅうほうざん）。本尊釋迦如來、開基（創立者）為大燈國師宗峰妙超。大德寺歷代名僧輩出，與茶道文化的淵源很深，是對日本文化影響很大的寺院。織田信長葬本寺之塔頭寺院總見院。大德寺（だいとくじ）創建於日本鐮倉年間（公元1319年），位於本國京都市北區，是洛北最大的寺院，也是禪宗文化中心之一，其中尤以茶道文化而聞名。大燈國師為開山祖師。後經戰亂被焚。著名的一休大師（聰明的一休）經過幾十年的漂泊布教後，以80歲的高齡任大德寺的主持，重建了大德寺。大德寺還保存著一休大師的遺墨。豐臣秀吉曾在寺內舉行織田信長的葬禮。 茶聖千利休主持修建了金毛閣，國師春屋宗園應利休之請所寫的山門供養中，千門萬戶一時開此句激怒了秀吉，进而因為作為資助大德寺三門重造的千利休在山門金毛閣上放置自己的木雕像[2]，二年後被石田三成等人彈劾，一代茶聖千利休最終切腹自殺。建有國寶和重要文化財產的建築物的大伽藍是戰國時代的大名捐贈的。寺內共有21座塔頭,擁有茶室、園林、門畫等多數文化財產。
大德寺內唐門、使門、三門、佛殿和法堂林立，其中大德寺本坊（每年數日定期開放）殿堂內江戶時期著名畫家狩野探幽的壁繪作品《猿圖》精彩動人，難得一見。大德寺內庭方丈為日本國寶。
大德寺內尚有大仙院、養源院、瑞峰院和高桐院四個寺院散在其間。其中大仙院的庭院是江戶初期枯山水庭園的代表作，景致優雅。

## 画廊

法堂
三門 （金毛閣）
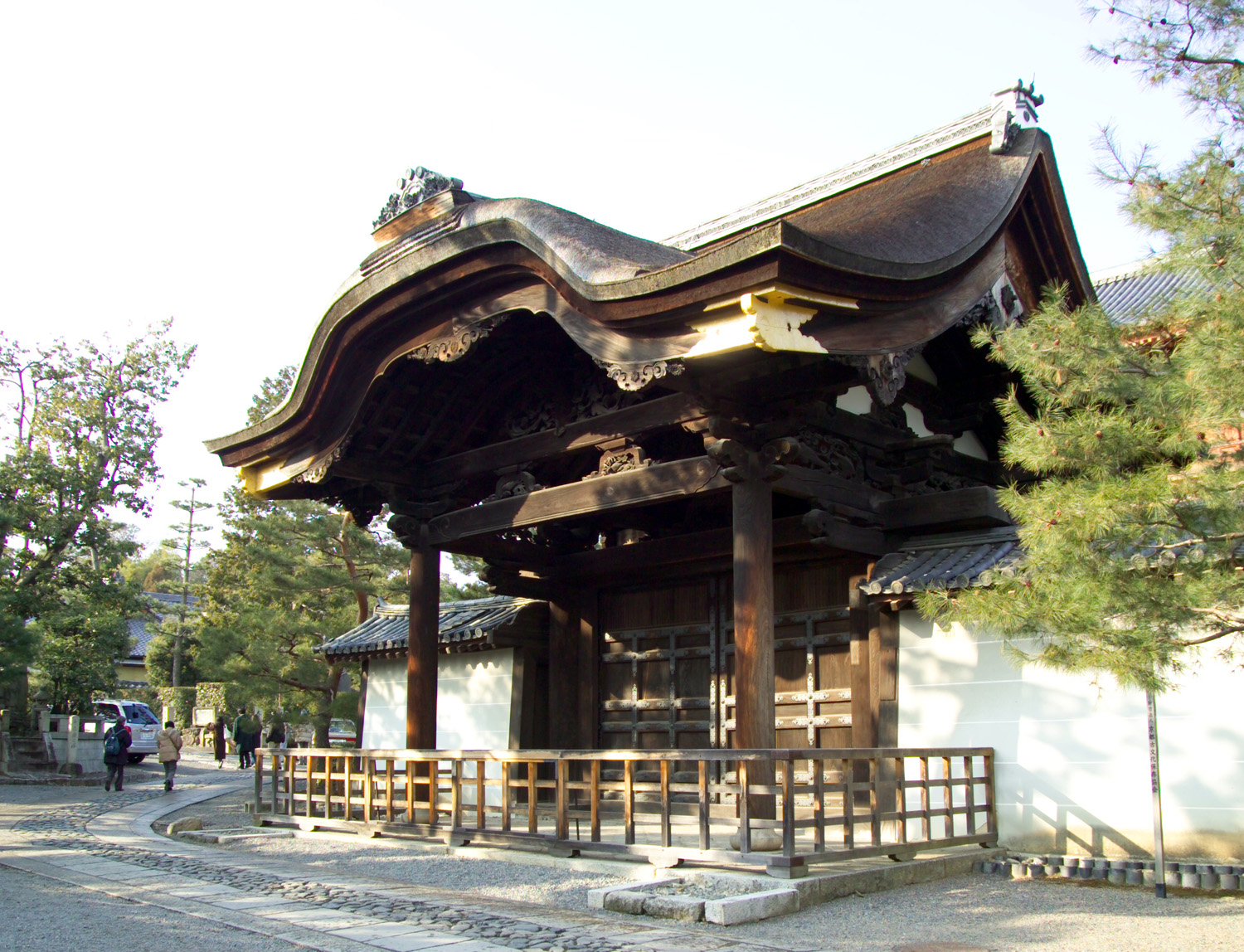
勅使門

## 關連項目
- 大德寺納豆
- 總見院
- 日本寺院列表